# Tarnowskie Termy
Tarnowskie Termy – ośrodek sportowo-rekreacyjny w Tarnowie Podgórnym koło Poznania. Obiekt został otwarty 29 maja 2015.
Powierzchnia użytkowa Tarnowskich Term wynosi 10 tys. m², przy ok. 6 tys. powierzchni zabudowy.
W basenach solankowych Term wykorzystywana jest pochodząca z pobliskiego odwiertu woda termalna - pobierana z głębokości ponad 1200 metrów solanka o temperaturze pow. 45 °C.
Tarnowskie Termy to największy aquapark w powiecie poznańskim. Obiekt posiada duży bezpłatny parking dla samochodów i autobusów. W samych obiekcie oprócz Term znajdują się: restauracja, sklep sportowy, kawiarnia, prywatne centrum medyczne oraz nowoczesny klub fitness – Piwnica Pod Termami.
- Film pokazujący baseny zewnętrzne